# دبليو. تورنر لوغان
دبليو. تورنر لوغان (بالإنجليزية: W. Turner Logan) هو محامي وسياسي أمريكي، ولد في 21 يونيو 1874 في الولايات المتحدة، وتوفي في 15 سبتمبر 1941 في تشارلستون في الولايات المتحدة. حزبياً، نشط في الحزب الديمقراطي. وقد انتخب عضو مجلس النواب الأمريكي.